# جائزة بلجيكا الكبرى 1986
جائزة بلجيكا الكبرى 1986 هو سباق فورمولا 1 أقيم بتاريخ 25 مايو 1986 في حلبة دي سبا فرانكورشومب، حمام معدني، بلجيكا. كان الخامس من أصل 16 في بطولة العالم لسباقات الفورمولا واحد موسم 1986. حلّ البريطاني نايجل مانسيل أولا بينما جاء البرازيلي آيرتون سينا في المركز الثاني وحصل على المركز الثالث السويدي ستيفان يوهانسون.

## وصلات خارجية
- الموقع الرسمي